# Diary of a Mad Black Woman
Diary of a Mad Black Woman (Brasil: Diário de uma Louca ) é um filme de comédia dramática romântica norte-americano, dirigido por Darren Grant. Lançado em 2005, foi protagonizado por Tyler Perry.